# Georges Paulin
Pour les articles homonymes, voir Paulin.

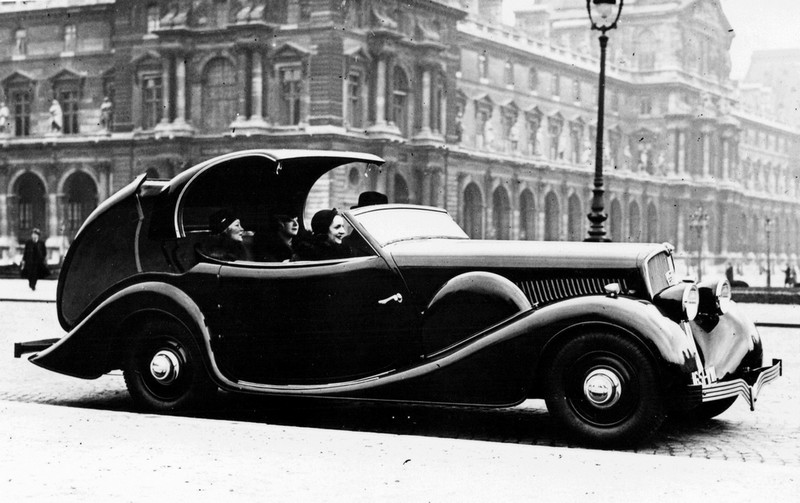
Une Peugeot 601 Éclipse (1934)

Georges Auguste Paulin, né à Paris 14e le 20 mai 1902 et fusillé au Mont-Valérien le 21 mars 1942, est un dentiste, designer automobile et résistant français. Il est l'inventeur du premier système de toit rigide escamotable automatisé pour automobile, baptisé Éclipse en 1934.

## Biographie
À partir de 1930, Georges Paulin, dentiste de profession et passionné d'automobile, consacre ses loisirs et son esprit inventif à dessiner des carrosseries.
En 1931, il invente et dépose un brevet du premier système de toit rigide articulé rétractable dans le coffre, baptisé Éclipse. L'idée naît de la défiance qui est la sienne vis-à-vis de la capote souple, dont les multiples défauts sont bien connus : rigidité défaillante de l'armature, manque d'étanchéité, vulnérabilité et mauvaise résistance au temps. Paulin observe également l'inconvénient que représente le toit démontable laissé au garage - une formule américaine. Dans le système qu'il met au point, le toit métallique disparaît dans le coffre de la voiture. La manœuvre, qui ne prend que cinq secondes, est commandée par une tringlerie compensée par des sandows, une solution simple, économique et de remplacement facile, qui a fait ses preuves dans l'aviation.
Georges Paulin se présente à Marcel Pourtout au début de l'année 1933. La première voiture réalisée selon la technique de l'Éclipse est une Hotchkiss livrée en septembre 1933. Ainsi s'instaure la collaboration qui réunit Paulin et Pourtout et, en 1935, grâce à la collaboration entre Marcel Pourtout et Emile Darl'mat, concessionnaire Peugeot, les Peugeot 401 Éclipse et Peugeot 601 Éclipse, intégrées à la gamme Peugeot, sortent des ateliers de Bougival. Le brevet est ensuite cédé à la firme de Sochaux et les Peugeot 402 Éclipse sont construites sous licence à La Garenne. D'abord actionnée par un moteur électrique, la commande de la tringlerie se fait ensuite manuellement - pour des raisons de fiabilité. Essentiellement montée sur des coupés, la technique de l'Eclipse est également appliquée à des berlines.

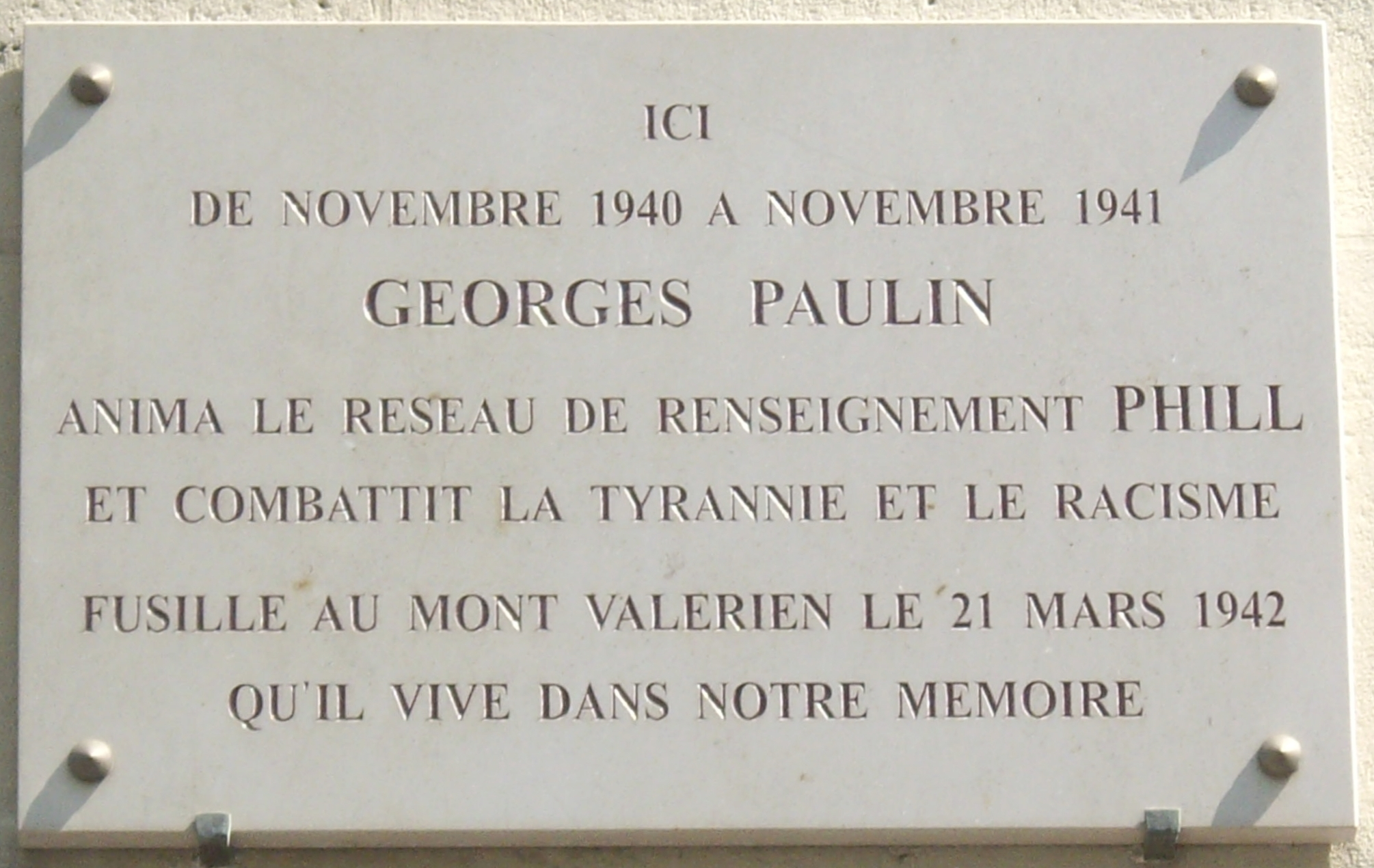
Plaque commémorative, 3 place du 18-Juin-1940 (6e arrondissement de Paris).

Abandonnant son cabinet dentaire pour le métier de dessinateur automobile, Paulin devient le styliste attitré de Marcel Pourtout. À cet égard, la Peugeot 601 Éclipse réalisée pour Marcel Pagnol en 1934 mérite une attention toute particulière. En signant une ligne avant-gardiste de style entièrement ponton, Paulin se révèle un pionnier du design automobile. Cette exceptionnelle création participera à plusieurs concours d'élégance avec la complicité de l'actrice Josette Day, épouse de Marcel Pagnol. Elle remporte le premier prix du concours de Monaco en 1935, avant d'apparaître dans le film Le Schpountz tourné par l'écrivain et cinéaste en 1937.
Paulin exercera également son talent sur les célèbres Peugeot 402 Darl'mat Sport, qui participeront aux 24 Heures du Mans 1937. Fruit de la collaboration exemplaire qui unit Peugeot, Pourtout et le concessionnaire de la rue Malar, la Peugeot 402 Darl'mat Sport jouit d'une ligne magnifique.
Membre du réseau de résistance Alibi, Georges Paulin disparaît tragiquement le 21 mars 1942, fusillé par les nazis au Mont-Valérien.
Il laisse une épouse et un fils André né le 28 février 1931.

## Postérité
Après la guerre, le principe du toit rétractable dans le coffre est repris par Ford sur sa Fairlane 500 Skyliner de 1957 et construite jusqu'en 1959. Ce cabriolet à quatre places connaît un joli succès commercial, égal à celui de la Ford Thunderbird en 1957. Compte tenu du gabarit du véhicule, le système s'avère pourtant extrêmement complexe, nécessitant cinq moteurs électriques, 183 mètres de câblages et dix relais et huit coupe-circuit.
La formule est relancée et actualisée en 1996 par Mercedes-Benz et sa SLK. Ensuite, le pas est rapidement emboîté par Peugeot avec la 206 CC, puis la 307 CC. Renault, avec sa Mégane II coupé cabriolet, et plusieurs autres constructeurs se laissent également séduire.

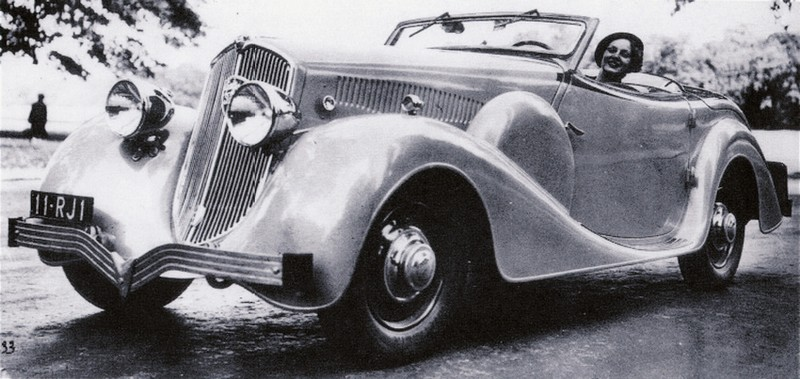
Peugeot 301 Éclipse de 1934
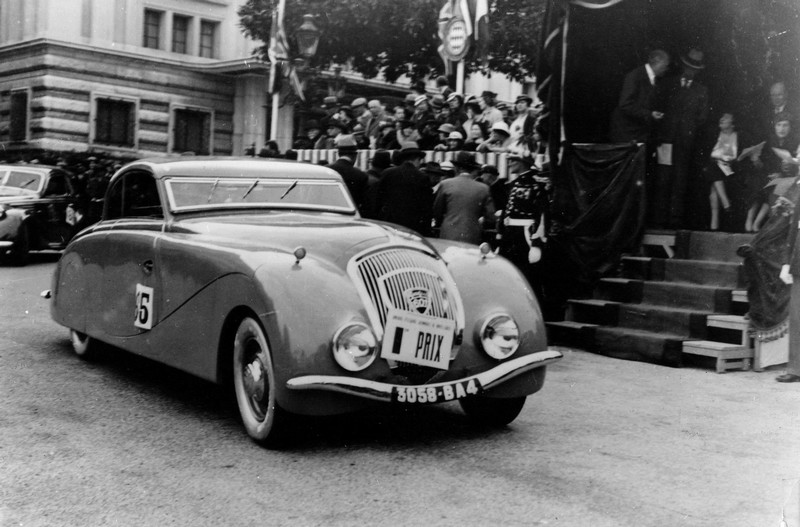
Peugeot 601 Éclipse, voiture personnelle de Marcel Pagnol
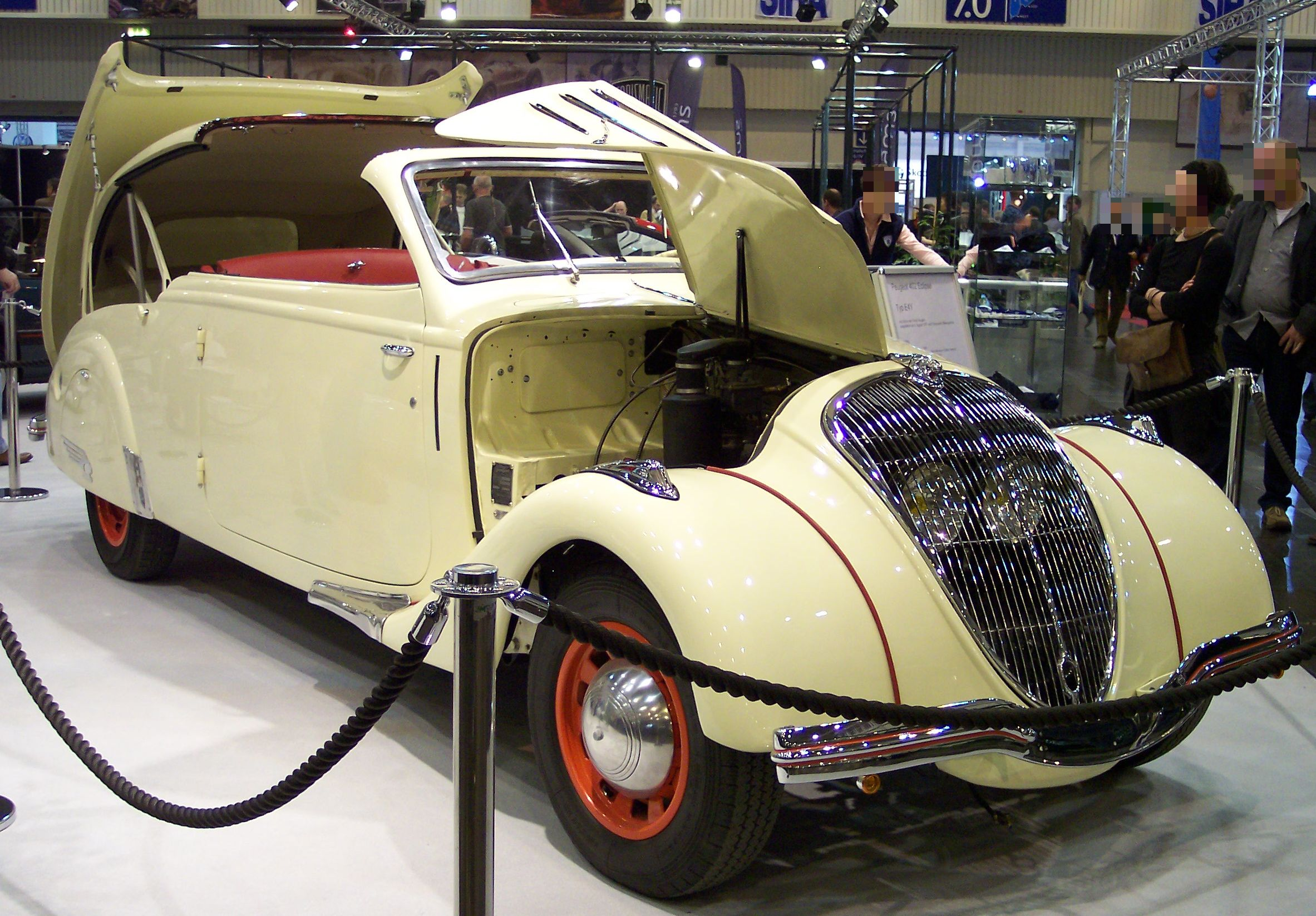
Peugeot 402 Éclipse de 1935
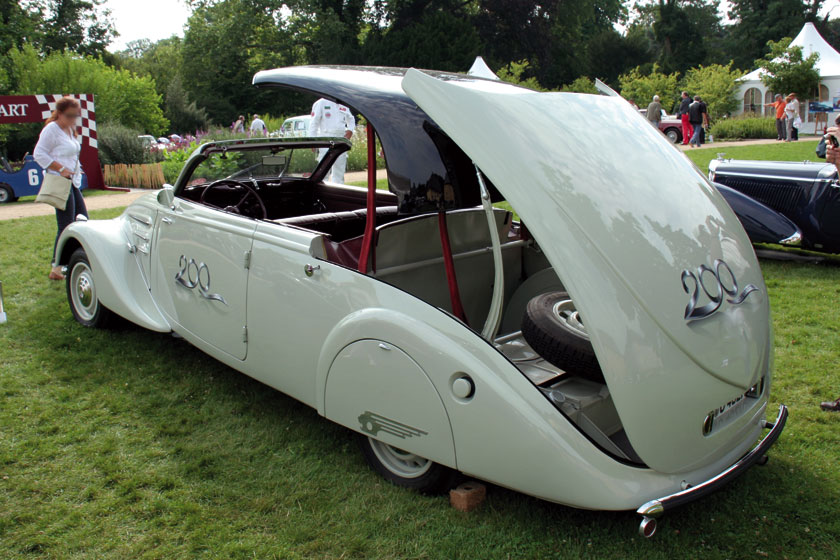
Une Peugeot 402 de 1938
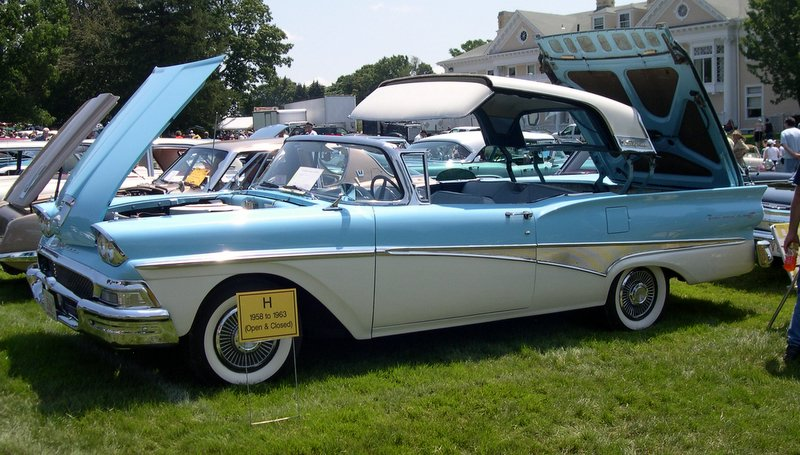
Une Ford Fairlane 500 Skyliner de 1958

### Modèles équipés
- Peugeot 301 Éclipse
- Peugeot 401 Éclipse
- Peugeot 402 Éclipse
- Peugeot 601 Éclipse
- Lancia Belna
- Ford Fairlane 500 Skyliner
- Ford Thunderbird
- Peugeot 206 CC
- Peugeot 307 CC
- Peugeot 308 CC
- Renault Mégane II coupé cabriolet
- Mercedes-Benz SLK